# Mandorlo (araldica)
In araldica il mandorlo è assunto come simbolo di gioventù e grande ardire.
È stato molto utilizzato come simbolo di auspicio per la famiglia a causa della sua caratteristica di fiorire prima degli altri e dichiarare chiuso l'inverno, con l'inizio della primavera e delle sue speranze.
Il suo frutto è stato utilizzato dai teologi come simbolo della verginità di Maria, dalla narrazione biblica della verga di Aronne che fiorisce in una notte ed ha come frutto una mandorla.

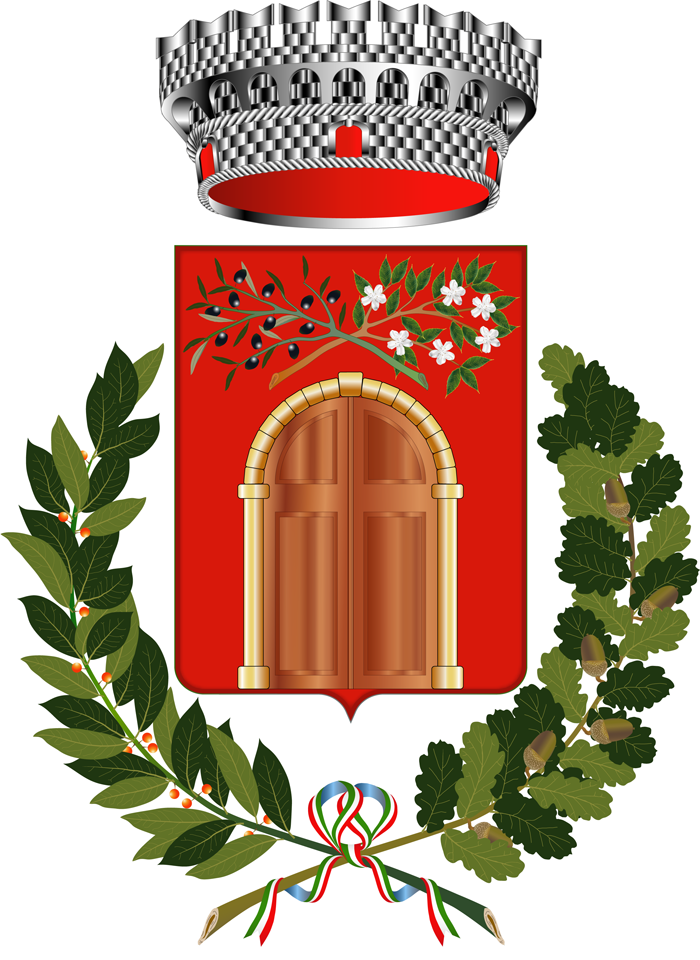
Ramoscello di mandorlo decussato con uno di olivo (stemma di Baressa)
Mandorlo sradicato di verde, fruttifero d'oro (Almendralejo, Spagna)
Albero di mandorlo d'oro (El Almendro, Spagna)
Albero di mandorla (Manduria)